# Équipe du Mexique des moins de 17 ans de football
Maillots
L'équipe du Mexique des moins de 17 ans est une sélection de joueurs de moins de 17 ans au début des deux années de compétition placée sous la responsabilité de la Fédération du Mexique de football. Elle a remporté deux fois la Coupe du monde de football des moins de 17 ans et remporta le Championnat d'Amérique du Nord, centrale et Caraïbe de football des moins de 17 ans à neuf reprises.

## Parcours en compétition officielle

### Coupe du monde des moins de 17 ans
| - 1985 : 1er tour - 1987 : 1er tour - 1989 : Non qualifié - 1991 : 1er tour - 1993 : 1er tour - 1995 : Non qualifié - 1997 : 1er tour - 1999 : Quarts-de-finale - 2001 : Non qualifié - 2003 : Quarts-de-finale |  | - 2005 : Vainqueur - 2007 : Non qualifié - 2009 : Huitièmes-de-finale - 2011 : Vainqueur - 2013 : Finaliste - 2015 : 4e - 2017 : Huitièmes-de-finale - 2019 : Finaliste - 2023 : Huitièmes-de-finale |

### Championnat d'Amérique du Nord, centrale et Caraïbe de football des moins de 17 ans
- 1983 :  3e
- 1985 :  Vainqueur
- 1987 :  Vainqueur
- 1988 : Non qualifié
- 1991 :  Vainqueur
- 1992 :  Finaliste
- 1994 : 4e
- 1997 :  Vainqueur
- 1999 :  1er du groupe A
- 2001 : 2e du groupe B
- 2003 : 2e du groupe B
- 2005 : 1er du groupe B
- 2007 : Troisième du groupe A
- 2009 : Championnat suspendu en raison de la Grippe A (H1N1) de 2009-2010 au Mexique
- 2011 : Non inscrit car pays organisateur de la Coupe du monde 2011
- 2013 :  Vainqueur
- 2015 :  Vainqueur
- 2017 :  Vainqueur
- 2019 :  Vainqueur
- 2023 :  Vainqueur

## Palmarès
- Coupe du monde de football des moins de 17 ans (2):
  - Vainqueur en 2005 et 2011.

- Championnat d'Amérique du Nord, centrale et Caraïbe de football des moins de 17 ans (9):
  - Vainqueur en 1985, 1987, 1991, 1997, 2013 et 2015, 2017, 2019 et 2023.

- Tournoi de Montaigu (1):
  - Vainqueur en 1988.